# کورچمین
کورچمین (به لهستانی:  Korczmin) یک روستا در لهستان است که در گمینا اولخووک واقع شده‌است. کورچمین  ۳۴۰ نفر جمعیت دارد.